# Claudia Jones
Claudia Vera Jones, née Cumberbatch (Port of Spain, 21 februari 1915 – Londen, 24 december 1964), was een Trinidadiaans-Amerikaans-Brits journalist en activist.
Als kind migreerde ze met haar familie naar de Verenigde Staten, waar ze een communistisch activist, feminist en zwart-nationalist werd. In de Young Communist League USA en Communist Party USA zette Jones zich in voor antiracisme, anti-imperialisme en erkenning voor zwarte vrouwen in de beweging. Met "An End to the Neglect of the Problems of the Negro Woman!" (1949) legde ze, op een marxistische leest, de basis voor wat later intersectionaliteit zou heten.
Zoals veel communisten werd ze politiek vervolgd. Ze werd meermaals gevangengezet en in 1955 werd Jones gedeporteerd. Haar geboorteland Trinidad en Tobago weigerde haar, waarna ze humanitair asiel kreeg in het Verenigd Koninkrijk. Daar werd ze lid van de Communistische Partij van Groot-Brittannië en engageerde ze zich in de Caribische gemeenschap. Ze richtte de West Indian Gazette op, de eerste grote zwarte krant van het Verenigd Koninkrijk. Ze organiseerde een reeks Caribische carnavals, die de basis legden voor het Notting Hill Carnival.
Na haar dood in 1964 werd Jones erkend als een van de meest invloedrijke activisten van het Verenigd Koninkrijk.